# L.J. Smith
Lisa Jane Smith (Fort Lauderdale (Florida), 4 september 1958 – Danville (Californië), 8 maart 2025) was een Amerikaanse schrijfster, onder meer bekend van de Night World-reeks en The Vampire Diaries-reeks. Ze publiceert onder de naam L.J. Smith.
Smith heeft drie trilogieën en twee series geschreven. In haar boeken spelen vaak jonge mooie mensen een rol als mens of als een bovennatuurlijk wezen. Vaak is er ook een conflict tussen het goede en het kwade wat draait om een ambigu karakter dat de heldin wil verleiden om de kant van het slechte te kiezen, maar op het eind wordt herboren en de held is.
In 2008 maakte Smith een comeback na een pauze van tien jaar. Ze is begonnen met het schrijven van een nieuwe trilogie in de Vampire Diaries-reeks en een nieuw boek, Strange Fate, voor de Night World-reeks.
Smith overleed op 8 maart 2025 op 66-jarige leeftijd.